# Proces Brdo-Brioni
Proces Brdo-Brioni je letno multilateralno srečanje voditeljev držav Zahodnega Balkana. Pobudnika zanj sta bila predsednik Republike Slovenije Borut Pahor in tedanji predsednik Republike Hrvaške Ivo Josipović. Prvo srečanje je potekalo 25. julija 2013 na Brdu pri Kranju v Sloveniji. Glavni poudarek srečanja je širitev Evropske unije v države Zahodnega Balkana. Članice procesa sta Slovenija in Hrvaška, ki sta tudi članici Evropske unije in kandidatke ter potencialne kandidatke za članstvo v EU, to so Albanija, Bosna in Hercegovina, Črna gora, Kosovo, Severna Makedonija in Srbija. Proces Brdo-Brioni je navdahnil tudi ustanovitev Berlinskega procesa.
Srečanje voditeljev je do sedaj v Sloveniji potekalo štirikrat: v letih 2013, 2017, 2021 in 2022.

## Srečanja
| Leto | Datum             | Država     | Kraj            | Gostitelj                                    | Udeleženci | Gostje | Sklic  |
| ---- | ----------------- | ---------- | --------------- | -------------------------------------------- | --- | --- | ------ |
| 2013 | 25. julij         | Slovenija  | Brdo pri Kranju | Borut Pahor, predsednik države               | Bujar Nishani, predsednik Republike Albanije Nebojša Radmanović, predsednik predsedstva BiH Filip Vujanović, predsednik Črne gore Atifete Jahjaga, predsednica Kosova Gorge Ivanov, predsednik Makedonije Tomislav Nikolić, predsednik Srbije                                                                                               | François Hollande, predsednik Francije                                                                                          | [ 2 ]  |
| 2014 | 15. julij         | Hrvaška    | Dubrovnik       | Ivo Josipović, predsednik države             | Borut Pahor, predsednik Slovenije Bujar Nishani, predsednik Albanije Željko Komšić, član predsedstva BiH Bakir Izetbegović, član predsedstva BiH Nebojša Radmanović, član predsedstva BiH Atifete Jahjaga, predsednica Kosova Gorge Ivanov, predsednik Makedonije Filip Vujanović, predsednik Črne gore Tomislav Nikolić, predsednik Srbije | Angela Merkel, kanclerka Nemčije                                                                                                | [ 3 ]  |
| 2015 | 8. junij          | Črna gora  | Budva           | Filip Vujanović, predsednik države           | Borut Pahor, predsednik Slovenije Kolinda Grabar-Kitarović, predsednica Hrvaške Bujar Nishani, predsednik Albanije Atifete Jahjaga, predsednica Kosova Gorge Ivanov, predsednik Makedonije Tomislav Nikolić, predsednik Srbije | Heinz Fischer, predsednik Avstrije                                                                                              | [ 4 ]  |
| 2015 | 25. november      | Hrvaška    | Zagreb          | Kolinda Grabar-Kitarović, predsednica države | Borut Pahor, predsednik Slovenije Bujar Nishani, predsednik Albanije Dragan Čović, član predsedstva BiH Bakir Izetbegović, član predsedstva BiH Mladen Ivanić, član predsedstva BiH Filip Vujanović, predsednik Črne gore Atifete Jahjaga, predsednica Kosova Gorge Ivanov, predsednik Makedonije Tomislav Nikolić, predsednik Srbije       | Joe Biden, podpredsednik Združenih držav Amerike Donald Tusk, predsednik Evropskega sveta Heinz Fischer, predsednik Avstrije    | [ 5 ]  |
| 2016 | 28.-29. maj       | BiH        | Sarajevo        | Bakir Izetbegović, predsednik predsedstva    | Borut Pahor, predsednik Slovenije Kolinda Grabar-Kitarović, predsednica Hrvaške Bujar Nishani, predsednik Republike Albanije Filip Vujanović, predsednik Črne gore Hashim Thaçi, predsednik Republike Kosovo Aleksandar Vučić, predsednik Republike Srbije                                                                                  | Sergio Mattarella, predsednik Italije                                                                                           | [ 6 ]  |
| 2017 | 3. junij          | Slovenija  | Brdo pri Kranju | Borut Pahor, predsednik države               | Kolinda Grabar-Kitarović, predsednica Hrvaške Bujar Nishani, predsednik Albanije Dragan Čović, predsednik predsedstva BiH Filip Vujanović, predsednik Črne gore Hashim Thaçi, predsednik Kosova Aleksandar Vučić, predsednik Srbije | Frank-Walter Steinmeier, predsednik Nemčije                                                                                     | [ 7 ]  |
| 2018 | 27. april         | Makedonija | Skopje          | Gjorge Ivanov, predsednik države             | Borut Pahor, predsednik Slovenije Kolinda Grabar-Kitarović, predsednica Hrvaške Ilir Meta, predsednik Albanije Hashim Thaçi, predsednik Kosova Aleksandar Vučić, predsednik Srbije Filip Vujanović, predsednik Črne gore | Donald Tusk, predsednik Evropskega sveta Bojko Borisov, predsednik vlade Bolgarije                                              | [ 8 ]  |
| 2019 | 8.-9. maj         | Albanija   | Tirana          | Ilir Meta, predsednik države                 | Borut Pahor, predsednik Slovenije Kolinda Grabar-Kitarović, predsednica Hrvaške Milorad Dodik, predsednik predsedstva BiH Šefik Džaferović, član predsedstva BiH Hashim Thaçi, predsednik Kosova Aleksandar Vučić, predsednik Srbije Milo Đukanović, predsednik Črne gore                                                                   | Federica Mogherini, visoka predstavnica EU za zunanjo in varnostno politiko Andrzej Duda, predsednik Poljske                    | [ 9 ]  |
| 2020 | prestavljeno      | Slovenija  | Brdo pri Kranju | Borut Pahor, predsednik države               | | |        |
| 2021 | 17. maj           | Slovenija  | Brdo pri Kranju | Borut Pahor, predsednik države               | Zoran Milanović, predsednik Hrvaške Milorad Dodik, predsednik predsedstva BiH Šefik Džaferović, član predsedstva BiH Željko Komšić, član predsedstva BiH Vjosa Osmani, predsednica Kosova Aleksandar Vučić, predsednik Srbije Milo Đukanović, predsednik Črne gore Stevo Pendarovski, predsednik Makedonije                                 | Zasedanja bi se moral udeležiti tudi francoski predsednik Emmanuel Macron, a je bil zaradi obveznosti njegov obisk prestavljen. | [ 10 ] |
| 2022 | 11.–12. september | Slovenija  | Brdo pri Kranju | Borut Pahor, predsednik države               | Zoran Milanović, predsednik Hrvaške Bejram Begaj, predsednik Albanije Milorad Dodik, član predsedstva BiH Šefik Džaferović, član predsedstva BiH Željko Komšić, član predsedstva BiH Vjosa Osmani, predsednica Kosova Aleksandar Vučić, predsednik Srbije Milo Đukanović, predsednik Črne gore Stevo Pendarovski, predsednik Makedonije     | |        |
| 2023 | 11. september     | Makedonija | Skopje          | Stevo Pendarovski, predsednik države         | Nataša Pirc Musar, predsednica Slovenije Zoran Milanović, predsednik Hrvaške Bejram Begaj, predsednik Albanije Denis Bećirović, član predsedstva BiH Željka Cvijanović, član predsedstva BiH Željko Komšić, član predsedstva BiH Jakov Milatović, predsednik Črne gore Vjosa Osmani, predsednica Kosova Aleksandar Vučić, predsednik Srbije | | [ 11 ] |